# Pylkönsaari (ö i Södra Savolax, Nyslott, lat 62,15, long 29,02)
Pylkönsaari är en ö i Finland. Den ligger i sjön Pyyvesi och i kommunen Enonkoski i den ekonomiska regionen  Nyslotts ekonomiska region  och landskapet Södra Savolax, i den sydöstra delen av landet, 300 km nordost om huvudstaden Helsingfors. Öns area är 32,3 hektar och dess största längd är 1,1 kilometer i öst-västlig riktning.